# Chénens
Chénens is een gemeente en plaats in het Zwitserse kanton Fribourg, en maakt deel uit van het district Saane/Sarine.

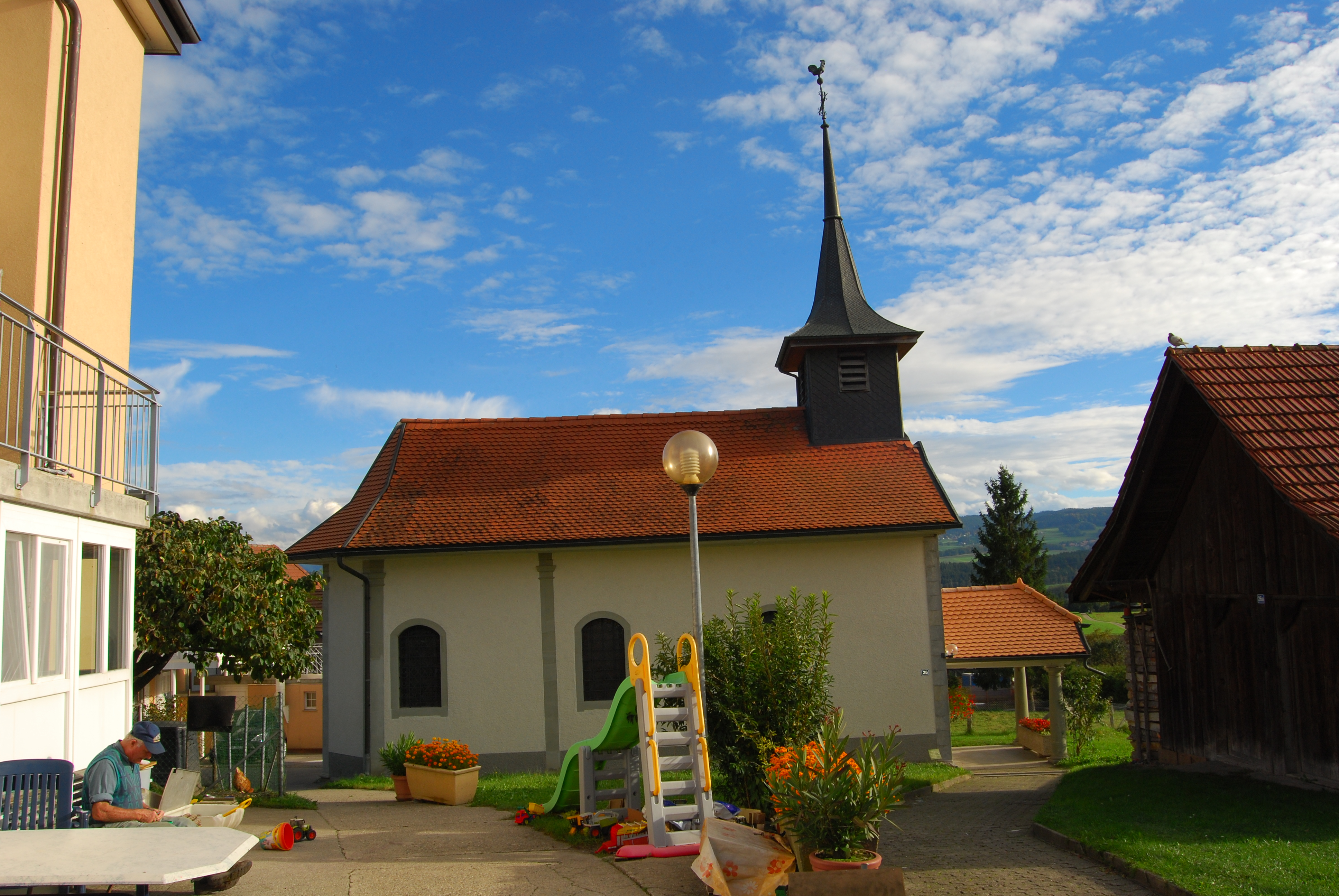
Chénens

Chénens telt 600 inwoners.